# 埃斯卡佐
埃斯卡佐（法語：Escazeaux，法語發音：[ɛskazo]）是法国奥克西塔尼大区塔恩-加龙省的一个市镇，属于卡斯泰尔萨拉桑区。

## 地理
埃斯卡佐（43°50'7"N, 1°1'21"E）面积16.05 平方千米，位于法国奧克西塔尼大區塔恩-加龙省，该省份为法国西南部内陆省份，北起顺时针与洛特省、阿韦龙省、塔恩省、上加龙省、热尔省和洛特-加龙省接壤。
与埃斯卡佐接壤的市镇（或旧市镇、城区）包括：博蒙德洛马涅、布亚克、福多阿斯、加列斯。

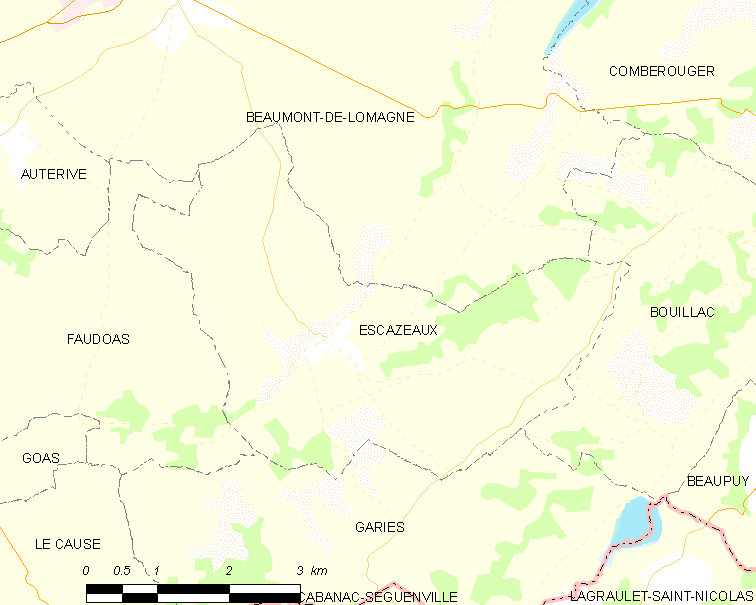
埃斯卡佐的OSM定位图

埃斯卡佐的时区为UTC+01:00、UTC+02:00（夏令时）。

## 行政
埃斯卡佐的邮政编码为82500，INSEE市镇编码为82053。

## 政治
埃斯卡佐所属的省级选区为博蒙德洛马涅县。

## 人口

1962-2008年间埃斯卡佐人口变化图示

埃斯卡佐于2022年1月1日时的人口数量为289人。